# Park Layne
Park Layne és una concentració de població designada pel cens dels Estats Units a l'estat d'Ohio. Segons el cens del 2000 tenia 4.519 habitants.

## Demografia
Segons el cens del 2000, Park Layne tenia 4.519 habitants, 1.588 habitatges, i 1.259 famílies. La densitat de població era de 1.171 habitants/km².
Dels 1.588 habitatges en un 41,5% hi vivien nens de menys de 18 anys, en un 57,5% hi vivien parelles casades, en un 15,2% dones solteres, i en un 20,7% no eren unitats familiars. En el 17,5% dels habitatges hi vivien persones soles el 6% de les quals corresponia a persones de 65 anys o més que vivien soles. El nombre mitjà de persones vivint en cada habitatge era de 2,85 i el nombre mitjà de persones que vivien en cada família era de 3,17.
Per edats la població es repartia de la següent manera: un 30,4% tenia menys de 18 anys, un 9,9% entre 18 i 24, un 30,5% entre 25 i 44, un 20,6% de 45 a 60 i un 8,7% 65 anys o més.
L'edat mediana era de 32 anys. Per cada 100 dones de 18 o més anys hi havia 92,2 homes.
La renda mediana per habitatge era de 38.699 $ i la renda mediana per família de 40.000 $. Els homes tenien una renda mediana de 35.264 $ mentre que les dones 23.333 $. La renda per capita de la població era de 15.244 $. Aproximadament el 6,2% de les famílies i el 6,6% de la població estaven per davall del llindar de pobresa.

## Poblacions properes
El següent diagrama mostra les poblacions més properes.